# Warou II
Warou II est un canton et une localité du Cameroun, à proximité du lac Tchad, dans la commune de Fotokol, le département du Logone-et-Chari et la Région de l'Extrême-Nord. 

## Population
Lors du recensement de 2005, on a dénombré 5 878 personnes dans la canton de Warou II et 288 dans le village du même nom.